# Besuchetostes besucheti
Besuchetostes besucheti är en skalbaggsart som beskrevs av Renaud Maurice Adrien Paulian 1972. Besuchetostes besucheti ingår i släktet Besuchetostes och familjen Hybosoridae. Inga underarter finns listade.